# 香港科技大学
香港科技大学(HKUST)（ホンコンかぎだいがく、英語: The Hong Kong University of Science and Technology、公用語表記: 香港科技大學）は、 香港・西貢区に本部を置く香港の公立大学。1991年創立、1991年大学設置。大学の略称はHKUST。Times Higher Education世界大学ランキング2019ではアジア3位（日本では8位の東京大学が最高）。最新のQS世界大学ランキング2026では世界44位にランク付けられるなど、1991年の創立以来急成長を遂げている国際的に著名な世界トップクラスの研究大学とされている。

## 概要
香港大学、香港中文大学と香港科技大学合わせて「三大」と呼ばれています。これら3大学は香港で最も古く、学術的に最も高い評価を受け、最も研究力のある大学であり、香港の高等教育分野をリードする存在です。
中国返還前に香港にアジアを代表する研究教育機関をという目標のもと、当時の香港総督エドワード・ユード（Edward Youde）と首席非官守議員だった鍾士元が中心となって開校。

## ランキング
QS「University Rankings: Asia」ではアジアで2013年・1位、THES-QS「World University Rankings」では世界で2021年・27位にランクされている。またビジネススクールは英エコノミスト誌のグローバルランキングではMBAが世界11位／アジア1位（2008年）にランクされているほか、英フィナンシャル・タイムズ紙のグローバルランキングではMBAが世界6位／アジア1位（2010年、なおアジア1位は2013年時点で4年連続）、EMBAが3年連続世界1位（2012年）にランクされるアジアのトップビジネススクールであり、Association to Advance Collegiate Schools of Businessの認証を受けている。教授の大半は欧米の著名大学出身者であり、米国流のケースメソッドを中心としたスタイルを採っている。

## 教員・学生
HKUSTは世界30ヶ国以上から留学生を引き抜いており、学生の内訳は、西洋圏から30%、他のアジア圏から50%、香港から17%、その他、で構成されている。
教授・講師陣の外国籍比率75％及び 留学生比率 39％が非常に高く、これはライバル校である香港大学のそれと比べても高い。
在籍する日本人学生は、韓国人留学生に比べると非常に少ない。

## キャンパス
1980年代の香港の経済活動の変革の中、政府はテクノロジーとビジネスを重視する大学を創立しようとした。1991年当時は香港の経済が非常に良かったので、HKUSTはすごく贅沢に建設された。その贅沢さから「ロールスロイス大学」と呼ばれている。